# After the gold rush (lied van Neil Young)
After the gold rush is een lied dat werd geschreven door Neil Young. Het is de titelsong van het album After the gold rush. Het nummer verscheen ook op Decade, Greatest Hits en Live Rust.
De tekst van het nummer is een droomvisioen en beschrijft een droom in drie delen: het verleden, het heden en de toekomst. Op de originele opname wordt gebruikgemaakt van een Franse Hoorn, die bij optredens vervangen wordt door een mondharmonica. Neil Young begeleidt zichzelf op piano.

## Covers
Het nummer is vele malen gecoverd, onder ander door Thom Yorke, Emmylou Harris, Dolly Parton en Linda Ronstadt.